# Дом-музей Аксаковых
Дом-музей Аксаковых — музей в Москве, работавший с 1984 по 2004 год в старинном здании по адресу: Сивцев Вражек, дом 30, строение 1.

## История
Главное здание домовладения, построенное в 1822 году, принадлежало в середине XIX века московскому губернатору Ивану Фонвизину. Особняк состоит из двух этажей и выдержан в стиле ампир, с характерным для того времени шестиколонным портиком. Охраняется как объект культурного наследия.
С осени 1848 года по лето 1849-го здесь жил Сергей Тимофеевич Аксаков со своей семьёй. Владелец подмосковной усадьбы Абрамцево не имел в Москве собственного дома и снимал особняки у различных лиц. Три таких особняка, снимавшихся семьёй Аксаковых в разное время, находились около Сивцева Вражка. Кроме дома № 30, это также дом № 25, который славянофил-Аксаков арендовал у социалиста Герцена, проживавшего в то время за границей, и дом № 12 по соседнему Большому Афанасьевсому переулку. В гостях у Аксаковых бывали многие выдающиеся люди середины XIX века (М. П. Погодин, С. П. Шевырёв, П. А. Плетнёв, В. Г. Белинский, М. С. Щепкин, М. Н. Загоскин).
В конце XIX века владельцы особняка — братья Второвы — сдавали его внаём. Перед Октябрьской революцией в доме жил промышленник Сергей Рябушинский.
С 1981 по 1984 гг. шла реставрация здания. Дом-музей открыт 1 апреля 1984 года, причем открытие было приурочено к 175-летию со дня рождения Гоголя, который часто посещал Аксакова. Музей стал отделом Государственного литературного музея, а его экспозиция была посвящена истории русской литературы 1840-1860-х гг., в том числе Аксакову и Гоголю.
В 2004 году деревянное здание в рамках спорного проекта реставрации было полностью разобрано и воссоздано в кирпиче.. В следующем, 2005 году, в ходе продолжающегося ремонта, закрытый строительными лесами дом сгорел.
После пожара здание было восстановлено. В настоящее время в нём находится музейное фондохранилище.

## Экспозиция музея
Тема основной экспозиции музея (ранее существовавшей): «Альманах литературной жизни 1840—1880 годов» — жизнь Аксаковых, его семьи и известных писателей того времени: Гоголя, Тургенева, Толстого, Островского. Находилась на первом этаже.
Комнаты обставлены в стиле XIX века. Некоторые экспонаты представляли собой вещи, фотографии, книги и рукописные материалы семьи Аксаковых.
Присутствовали стереоскопический аппарат Ивана Сергеевича Аксакова. Альбом Островского, Часы Салтыкова-Щедрина, стол Достоевского.